# Minuartia austromontana
Minuartia austromontana är en nejlikväxtart som beskrevs av S.J. Wolf och J.G. Packer. Minuartia austromontana ingår i släktet nörlar, och familjen nejlikväxter. Inga underarter finns listade i Catalogue of Life.